# Luciana Echeverría
Pour les articles homonymes, voir Echeverria.
Luciana Andrea Echeverría Christie, née le 12 juillet 1991 à Cauquenes, est une actrice, chanteuse et animatrice de télévision chilienne.

## Filmographie

### Cinéma
| Films | Films           | Films         | Films         |
| Année | Titre           | Personnage    | Réalisateur   |
| ----- | --------------- | ------------- | ------------- |
| 2012  | Joven y alocada | La fille sexy | Marialy Rivas |
| 2013  | Video Club      | Daniela       | Pablo Illanes |

### Télévision
| Séries télévisées      | Séries télévisées    | Séries télévisées         | Séries télévisées |
| Année                  | Titre                | Personnage                | Chaîne            |
| ---------------------- | -------------------- | ------------------------- | ----------------- |
| 2006 - 2007, 2009      | Karkú                | Valentina "Vale" Urquieta | TVN               |
| 2013                   | Chico reality        | Luz                       | Mega              |
| Telenovelas            |                      |                           |                   |
| Année                  | Titre                | Personnage                | Chaîne            |
| 2009                   | Corazón rebelde      | María José "Cote" Colucci | Canal 13          |
| 2010                   | Feroz                | Danae                     | Canal 13          |
| 2010                   | Primera dama         | Cristina Santander        | Canal 13          |
| 2011                   | Témpano              | Teresa Truman             | TVN               |
| 2011                   | Su nombre es Joaquín | Magdalena Silva           | TVN               |
| 2014                   | Chipe libre          | Diana Lagos / Lady Di     | Canal 13          |
| Émission de télévision |                      |                           |                   |
| Année                  | Titre                | Rôle                      | Chaîne            |
| 2010                   | Cubox                | Animatrice                | Canal 13          |